# Alain Crepin
Pour les articles homonymes, voir Crépin.
Alain Crepin est un musicien belge né à Mettet le 28 février 1954.

## Études
Il commence ses études à l'Académie de musique de Dinant avec comme professeur de solfège Marie-Claude Remy. Il étudie le saxophone, le violoncelle et le piano avant de se rendre au Conservatoire de Bruxelles, dans la classe de François Daneels. Il y obtient les diplômes supérieurs de saxophone et de musique de chambre ainsi que les premiers prix d’harmonie et de contrepoint. Il a également étudié  l’orchestration et la direction d'orchestre avec les chefs de musique honoraires Roland Cardon (décédé en 2003) et Yvon Ducène (décédé en 2010), la fugue avec Jaques Leduc.
Il est aujourd'hui professeur de saxophone au Conservatoire royal de Bruxelles et professeur d'orchestration et de direction au conservatoire de musique d'Esch-sur-Alzette (Grand-Duché de Luxembourg).

## Carrière militaire
Ayant réussi les épreuves imposées au concours d'Officier-Chef de Musique en 1983, il a assuré la direction de la Musique des Forces de l'intérieur basée à Arlon pendant 11 mois. Et c'est en décembre 1984, qu'il s'est vu confier la direction de la Musique royale de la Force aérienne.
Il fut promu le 26 décembre 1993 au grade de Capitaine-Commandant Chef de Musique.
Sa Majesté le roi Albert II l’a commissionné au grade de Major-Chef de Musique à la date du 26 décembre 2004.
Après avoir dirigé la Musique royale de la Force aérienne pendant 21 ans, le Major Alain Crepin a été désigné à la direction musicale et artistique des Musiques de la Défense au 1er septembre 2005. En 2008, il prend sa retraite et fut remplacé successivement par Jean-Luc Bertel, Maurice Dubois (musicien) et Guido De Ranter. Depuis le 1er janvier 2010, le Lieutenant Matty Cilissen (devenu commandant entre-temps) est Chef de Musique de la Musique royale de la Force aérienne.
Il est actuellement Major de réserve et assure encore aujourd'hui diverses prestations militaire.

## Sa présence dans le monde amateur
Il s'est toujours attaché à la vie des sociétés amateurs. C'est pourquoi après avoir dirigé plusieurs années l'harmonie de Mettet, il a dirigé l'harmonie du Cercle royal musical d'Aubange de mai 1994 à avril 2016.

## La promotion du saxophone
En 1986, il a été élu Vice-Président de l'Association internationale pour l'essor du saxophone. Il a été professeur à l'Université européenne du saxophone à Gap (France) et à Alicante (Espagne) et a donné des "Masterclasses" à Utrecht (Pays-Bas), Lisbonne (Portugal), Madrid (Espagne), Caracas (Venezuela).
En novembre 1990, il a organisé à Dinant, les  Journées européennes du saxophone.
En novembre 1993, l'Union des compositeurs belges lui a attribué le "Trophée FUGA" en reconnaissance de son activité constante en faveur de la musique belge contemporaine.
Depuis 2003, il est membre du Comité international du Congrès mondial de saxophone.
Il a été secrétaire du jury du Concours international de saxophone organisé à Dinant en 1994, 1998, et en novembre 2004 il a dirigé 1312 saxophones à Dinant établissant ainsi le record du monde du plus grand orchestre de saxophones. Depuis 2005, il assure la présidence des Concours nationaux et internationaux Adolphe Sax de Dinant.
En 2006, il dirige un morceau inédit de sa composition, "Sax for Two", avec une improvisation semi-dirigée au milieu de l'œuvre avec plus de 1000 saxophones. En 2008 l'œuvre inédite était "Sax in the City", cette fois, c'est une cadence où le saxophone est mis à l'honneur.
En tant que soliste et que chef invité ou avec l’Orchestre d'harmonie de la Force aérienne, il a enregistré 46 CD et s'est produit dans le monde entier.

## Le compositeur
Dans le domaine de la composition, il a écrit de nombreuses pièces pour harmonie, fanfare ou brass band ainsi que des œuvres pour instruments solistes et piano. La plupart de ses œuvres sont enregistrées sur CD et ont été interprétées par les plus grands orchestres.
Toutes ses œuvres sont éditées en Belgique : chez Andel, Hebra-Music, Scherzando, Hafabra Music ou à l'étranger : H. Lemoine (Paris), R. Martin, (Mâcon, France), De Haske et Tierolff (Pays-Bas).
Toutes ces activités ne l'empêchent pas de siéger au sein de nombreux jurys: Conservatoire national supérieur de musique et de danse de Paris, Nice, Utrecht, Luxembourg, Munich, Valence, Taïwan, Madrid, Trente, …
En octobre 2001, c’est à lui que revint l’honneur, sur commande du ministre de la Défense nationale, de composer une œuvre  à l’occasion de la naissance d’Élisabeth de Belgique : « Musique pour une naissance princière ».

## Compositions
- Temptations
- Ad Multos Annos
- Air d'automne
- Atmosphères
- A Tribute to Sax for Alto Saxophone and Band
- Céline Mandarine
- Bayaderie
- De 3 à 1000
- Equinoxe
- Friendship's Hymn
- Fusions Majeures
  1. Prelude & Allegro
  2. Moderato
  3. Maestoso & Allegro
- Gauloiseries
- Greetings from Jersey
  1. Bouley Bay
  2. Rozel Bay
  3. St Hélier
- Honor and gallantry
- Ouverture à la Bruce
- Messe Universelle
- Millénaire 3
- Muziek voor een prinselijke geboorte
- Notes en Rag
- Nuits Blanches
- Relâche
- Rencontres
- Rhapsody for Berlare
- SaxFlight
- Soleil d'Hiver
- Suite Tastevinesque
- Sunray
- Synergies
- The White Bison
- 150 ans plus tard (Cercle royal musical d'Aubange (B))
- Up to Quality